# Memória a curto prazo
Memória a curto prazo é a capacidade de cada pessoa em reter uma pequena quantidade de informação na mente num estado ativo e prontamente disponível durante um curto período de tempo. Acredita-se que a duração de uma memória a curto prazo seja de alguns segundos. Em oposição, a memória a longo prazo pode armazenar uma quantidade indeterminada de informação.